# Tætblomstret hullæbe
Tætblomstret hullæbe (Epipactis purpurata) er en 20-70 cm høj orkidé, der er udbredt over Nord-, Vest- og Mellemeuropa og videre mod sydøst til Bulgarien. Den vokser i åbne skove på kalkrig bund. I Danmark findes arten ret sjældent i bøgeskove i Østjylland og meget sjældent på Øerne. Den kendes fra skovhullæbe på forholdsvis smallere, grågrønne blade. Det længste blad er højst 8 gange bredere end stænglens diameter lige under bladfæstet.